# Lista de canções gravadas por Taylor Swift

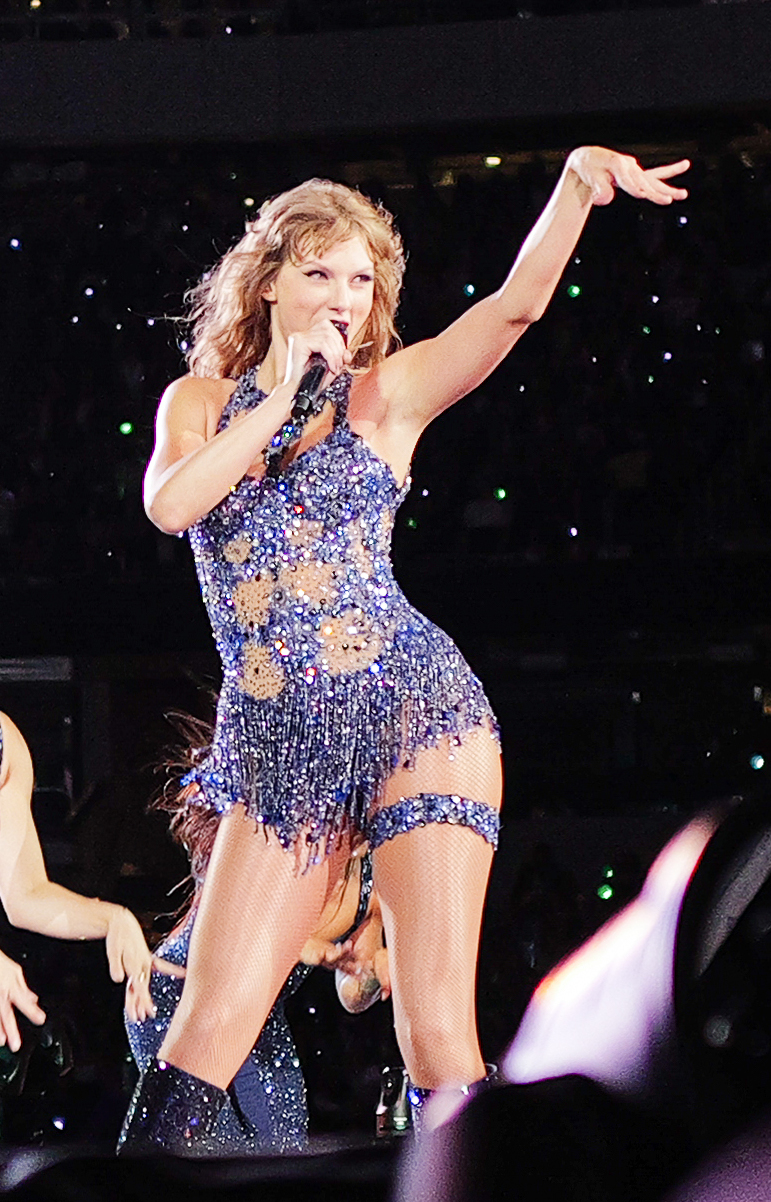
Swift durante a etapa Midnights na The Eras Tour (2023).

Taylor Swift é uma cantora e compositora americana. Ela assinou um contrato com a gravadora independente Big Machine Records em 2005 e, com exceção de várias performances cover e duas participações especiais, posteriormente escreveu ou co-escreveu todas as músicas que lançou e também contribuiu como escritora para canções lançadas por outros artistas. Swift lançou seu homônimo álbum de estréia (2006), Ela escreveu três das faixas do álbum: "Our Song", "Should've Said No" e "The Outside" sozinha. As oito restantes foram co-escritas com Liz Rose, Robert Ellis Orrall, Brian Maher e Angelo Petraglia. Em 2007, ela lançou seu primeiro extended play (EP), Sounds of the Season: The Taylor Swift Holiday Collection, que inclui duas faixas originais de sua própria autoria: "Christmases When You Were Mine" e "Christmas Must Be Something More".
Beautiful Eyes, o segundo EP de Swift, foi lançado em 2008 e traz versões alternativas de canções de seu álbum de estreia, bem como duas novas faixas; "Beautiful Eyes" e "I Heart?". Swift escreveu a maioria de suas canções de seu segundo álbum, Fearless (2008), enquanto ela promovia seu álbum de estreia como ato de abertura para artistas country. Vendo que colaboradores não estavam disponíveis enquanto estava na estrada, Swift escreveu sozinha oito das faixas de seu segundo álbum, enquanto o restante foi co-escrito com Rose, Hillary Lindsey, Colbie Caillat e John Rich. Ela contribuiu com duas canções, "Today Was a Fairytale" e "Jump Then Fall", para a trilha sonora do filme Valentine's Day, e gravou um cover de "Breathless" de Better Than Ezra para o álbum Hope for Haiti Now. Swift escreveu todas as faixas de seu álbum Speak Now (2010) sem nenhum co-autor. O álbum expande o estilo country pop de seu trabalho anterior e aborda temas de amor, romance e desgosto. No final de 2011, Swift contribuiu com duas canções originais - "Safe & Sound", com a dupla The Civil Wars e "Eyes Open" - para a trilha sonora de Jogos Vorazes.
O quarto álbum de Swift, Red (2012), marcou uma mudança em seu estilo musical com a experimentação de heartland rock, dubstep e dance-pop. Além de colaborar com o produtor Nathan Chapman - que também gravou seus três primeiros álbuns - ela trabalhou com novos produtores como Dann Huff, Max Martin e Shellback; os dois últimos também co-escreveram o álbum com ela. Em 2013, ela participou de "Highway Don't Care", de Tim McGraw, que também tem a participação de Keith Urban, e escreveu "Sweeter than Fiction" para a trilha sonora do filme One Chance.
Swift lançou seu quinto álbum 1989 em 2014. Descrito como seu "primeiro álbum oficialmente pop", marcando um afastamento de seus álbuns country anteriores. Ele incorpora gêneros musicais, como dance-pop, electropop e synthpop, e é descrito como um álbum "conduzido por sintetizadores e bateria em vez de guitarra". Para o álbum, Swift trabalhou com novos co-compositores, incluindo Jack Antonoff, Ryan Tedder e Ali Payami. Swift e Martin atuaram como produtores executivos. Ela alistou seus colaboradores de longa data Chapman, Martin, Shellback e, pela primeira vez, Noel Zancanella, Mattman & Robin e Greg Kurstin. Em dezembro de 2016, Swift gravou a música "I Don't Wanna Live Forever" para o filme Fifty Shades Darker com o cantor britânico Zayn. Em seu sexto álbum Reputation (2017), Swift atuou como produtora executiva e trabalhou com colaboradores de longa data Antonoff, Martin, Shellback, ao lado de novos colaboradores, como Oscar Görres e Oscar Holter, e Future como artistas apresentados no álbum.
No sétimo álbum de estúdio de Swift, Lover (2019), ela atuou como produtora executiva e trabalhou com o colaborador de longa data Antonoff ao lado de novos colaboradores Joel Little, Louis Bell, Frank Dukes, Sounwave, St. Vincent e Cautious Clay. O álbum contou com as participações de Brendon Urie do Panic! at the Disco e das The Chicks. O remix da faixa título foi lançado com vocais convidados e letras de Shawn Mendes. Em novembro de 2019, Swift lançou "Beautiful Ghosts", uma canção escrita com o compositor britânico Andrew Lloyd Webber para a trilha sonora do filme Cats. Na semana antes de seu aniversário em 2019, Swift lançou um single de Natal intitulado "Christmas Tree Farm". Em janeiro de 2020, ela lançou a faixa com tema político "Only the Young" ao lado de Miss Americana, um documentário da Netflix que acompanha sua vida e carreira ao longo de vários anos.
Swift lançou seu oitavo álbum de estúdio Folklore em 2020; o lançamento surpresa incluiu dezesseis faixas na edição padrão e uma faixa bônus na edição física deluxe. Ela colaborou com Antonoff, Aaron Dessner do The National, William Bowery e Bon Iver, este último participando de "Exile".

## Canções

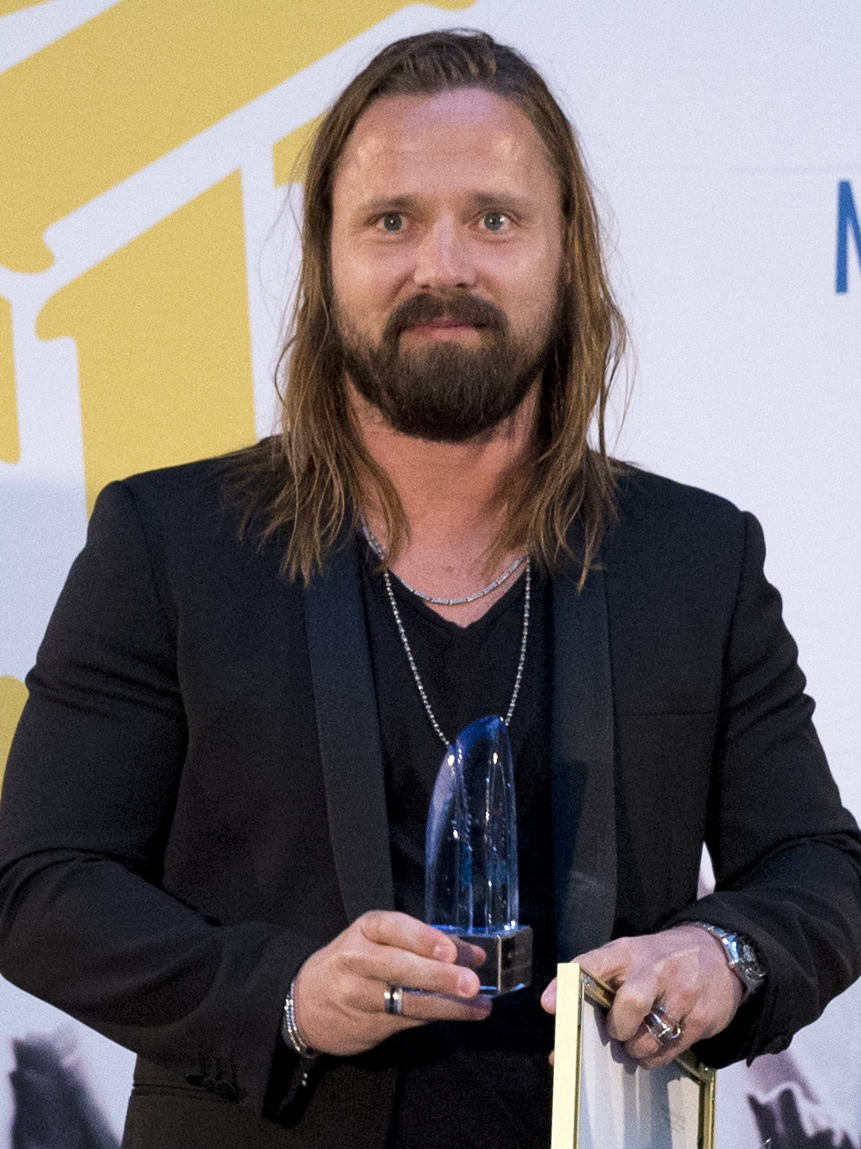
Max Martin co-escreveu 22 músicas com Swift, quatro das quais alcançaram a posição de número um na Hot 100.

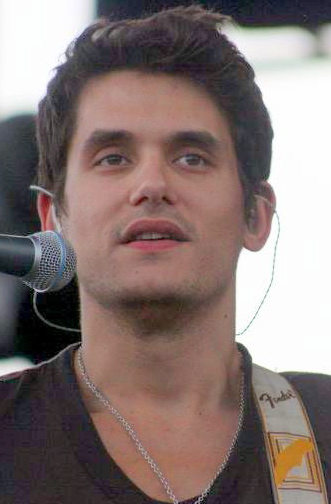
John Mayer colaborou com Swift em "Half of My Heart".

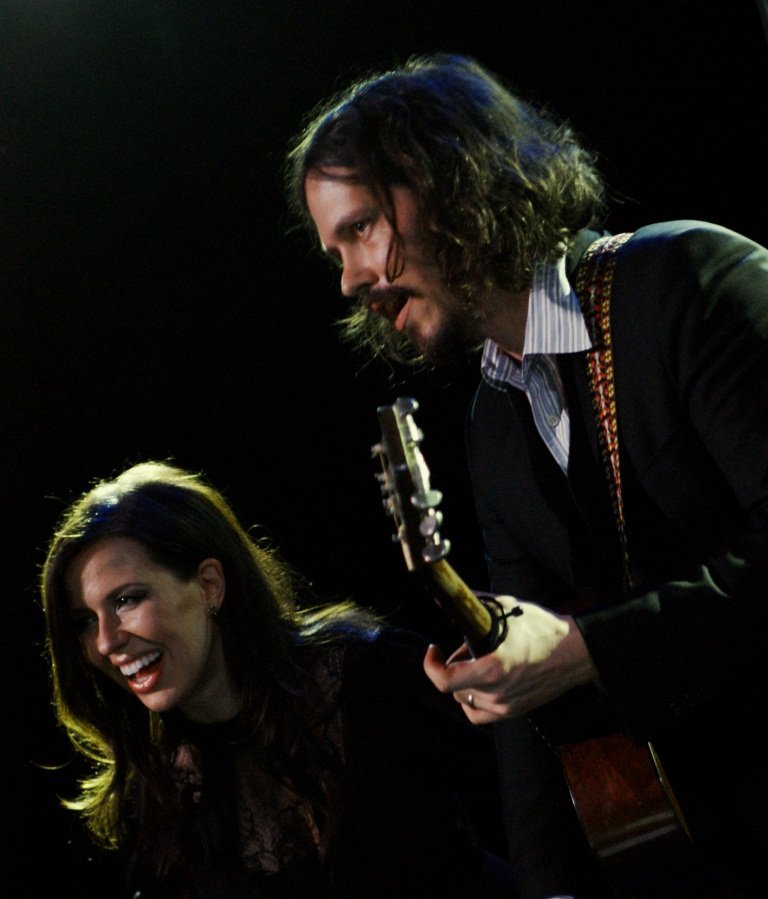
The Civil Wars co-escreveu e participa em "Safe & Sound".

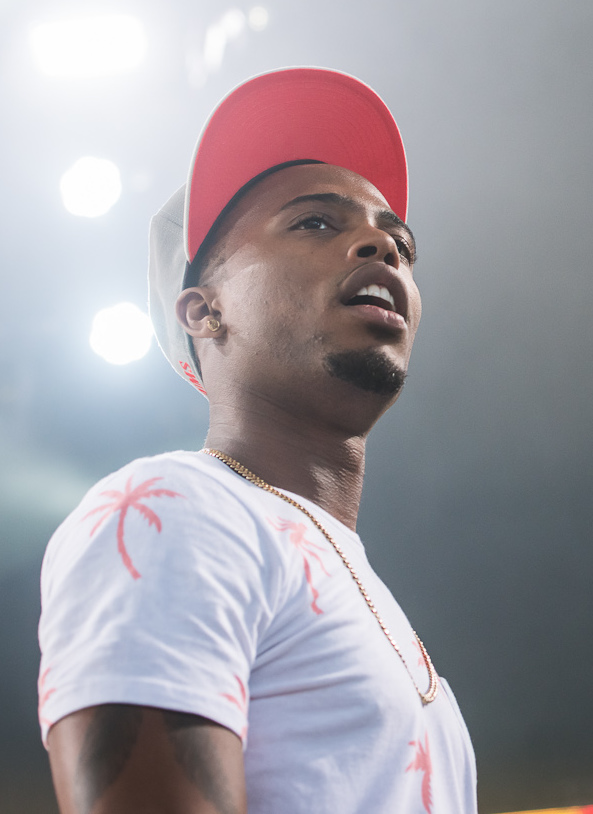
Swift co-escreveu e aparece como artista convidada em "Both of Us" de B.o.B.

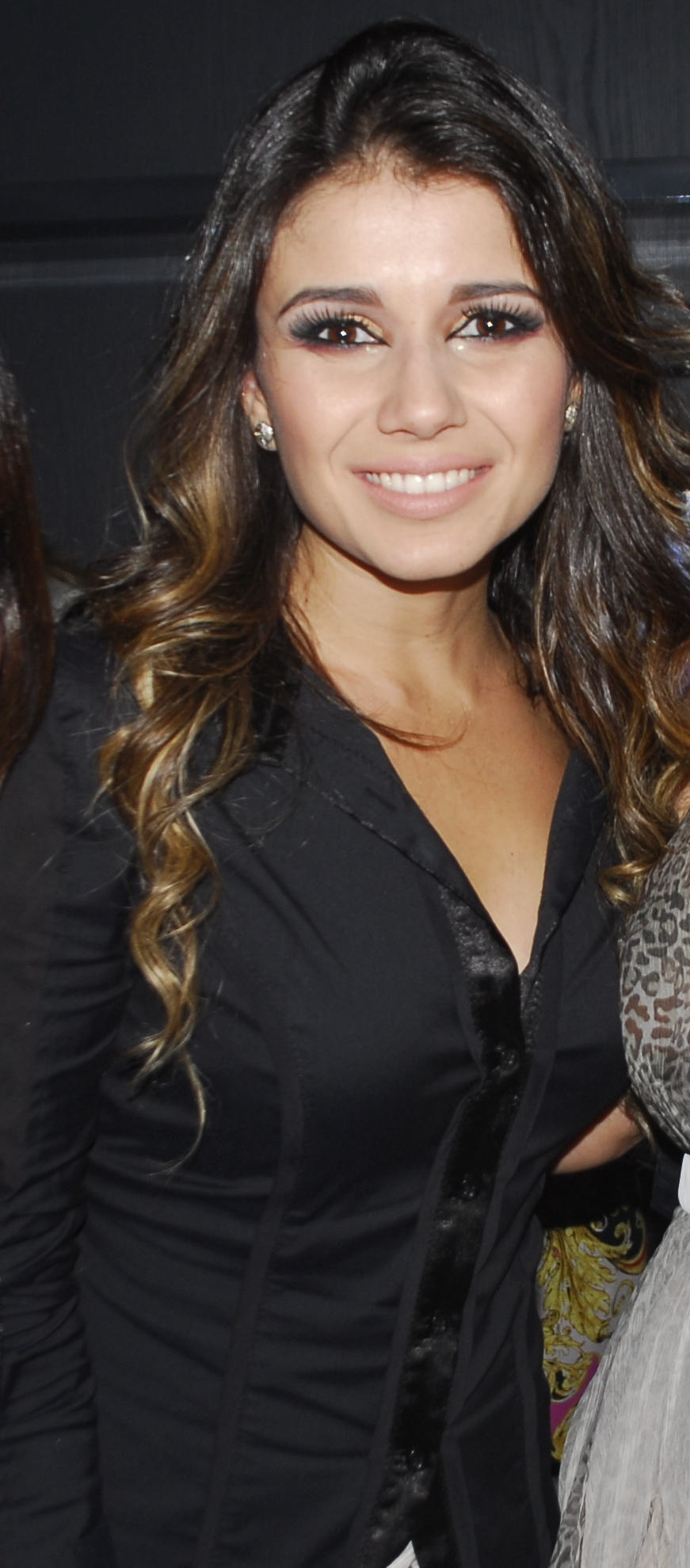
Paula Fernandes participa de "Long Live" do Speak Now World Tour - Live (Edição Brasileira).

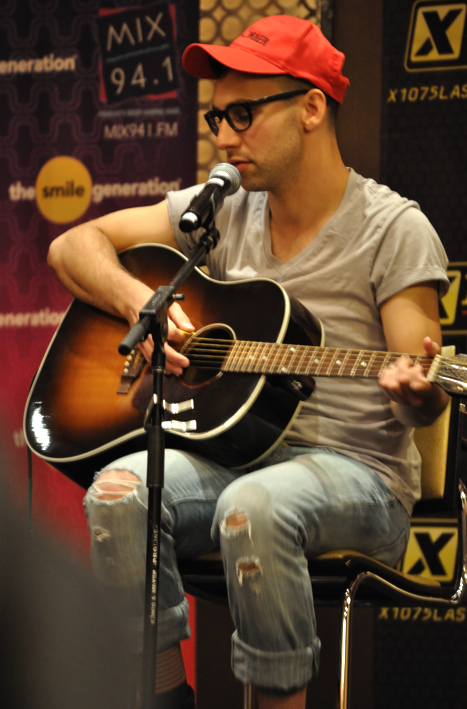
Jack Antonoff co-escreveu e co-produziu "Sweeter than Fiction", "I Don't Wanna Live Forever", e canções para o 1989, Reputation, Lover, e Folklore.

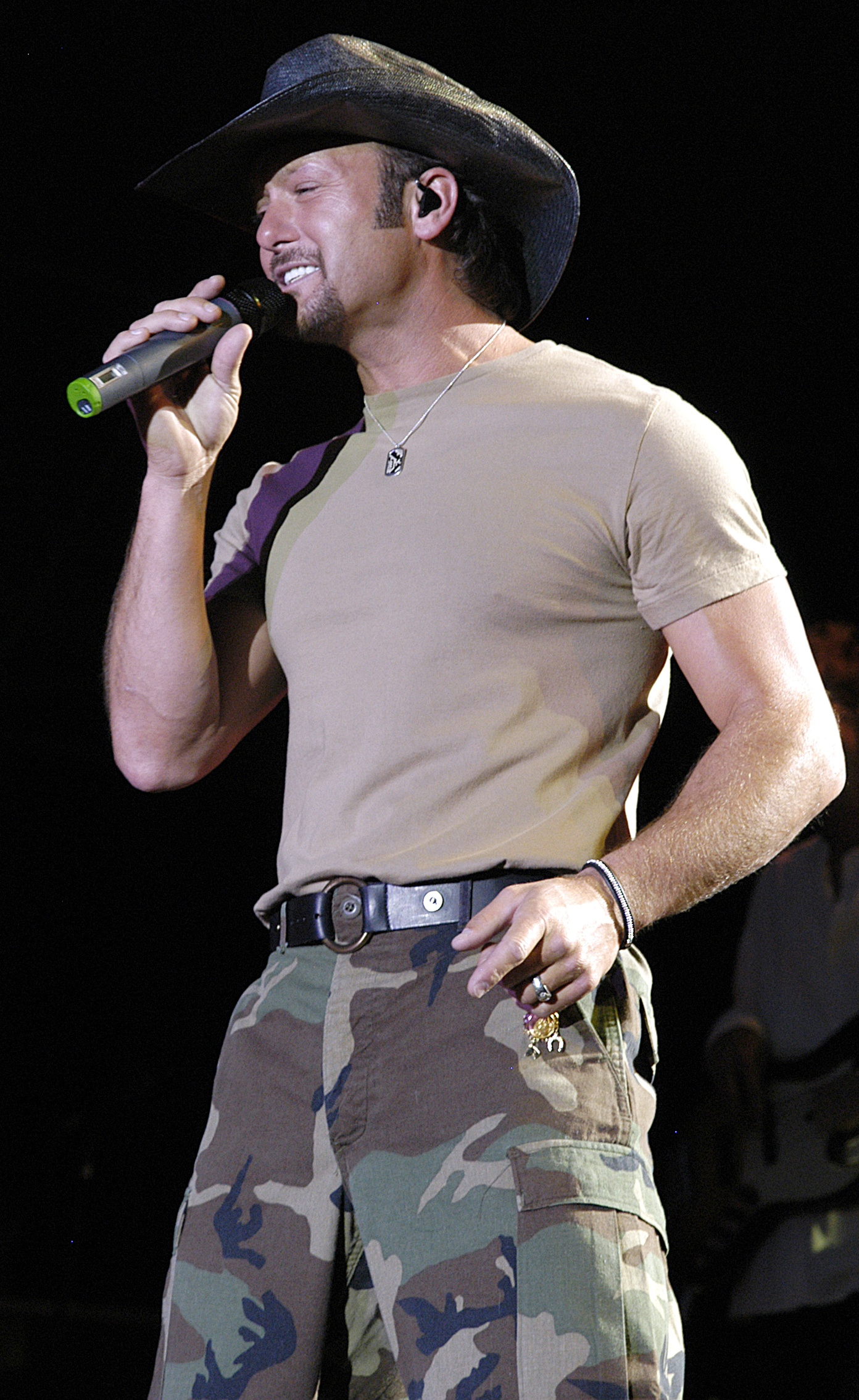
Swift forneceu vocais convidados para "Highway Don't Care" de Tim McGraw, com participação de Keith Urban.

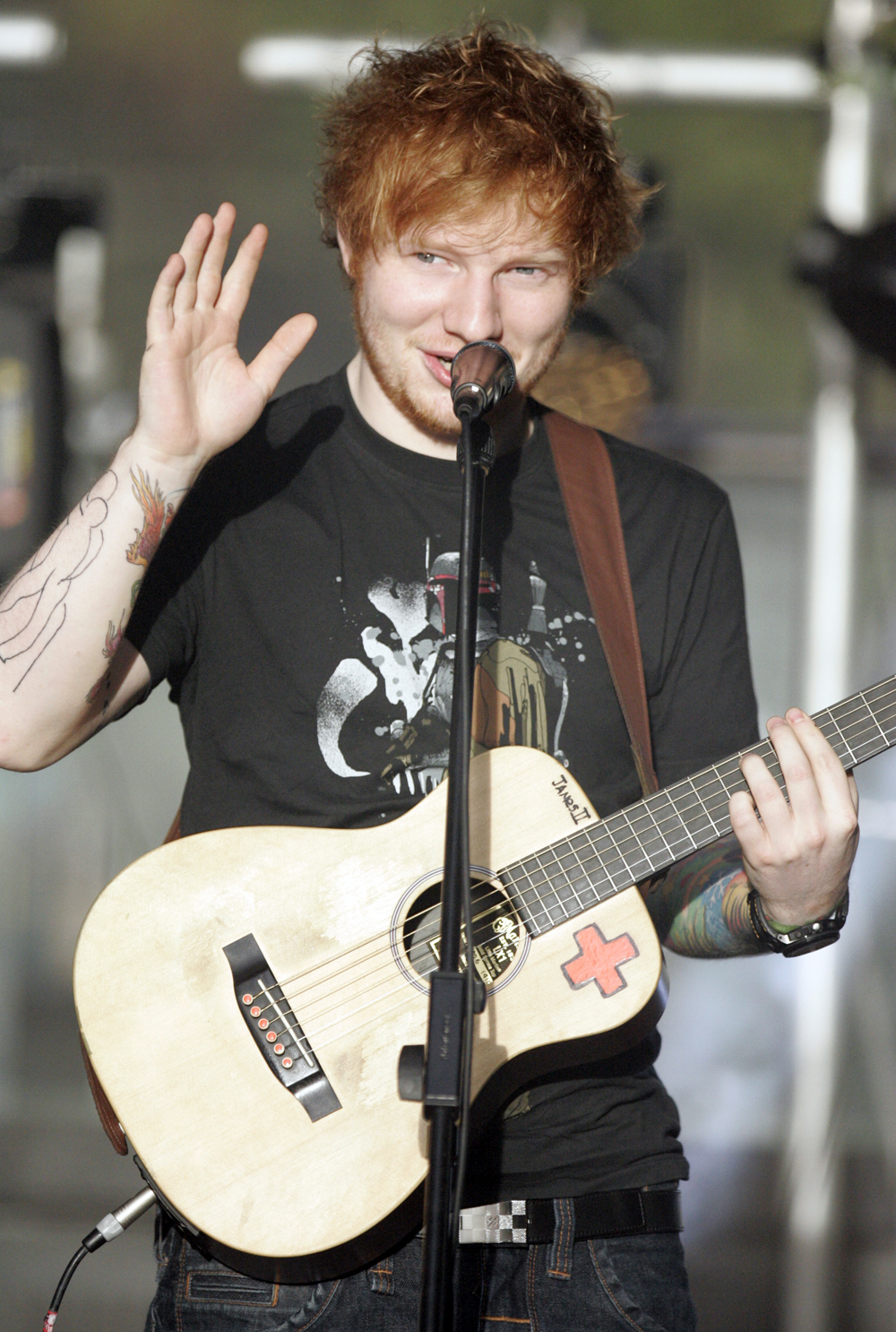
Ed Sheeran co-escreveu e aparece como artista convidado em "Everything Has Changed" do Red e "End Game" do Reputation

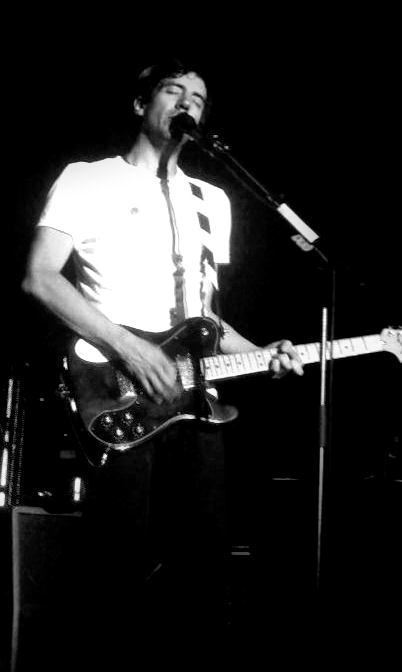
Gary Lightbody do Snow Patrol co-escreveu "The Last Time", e aparece como artista convidado.

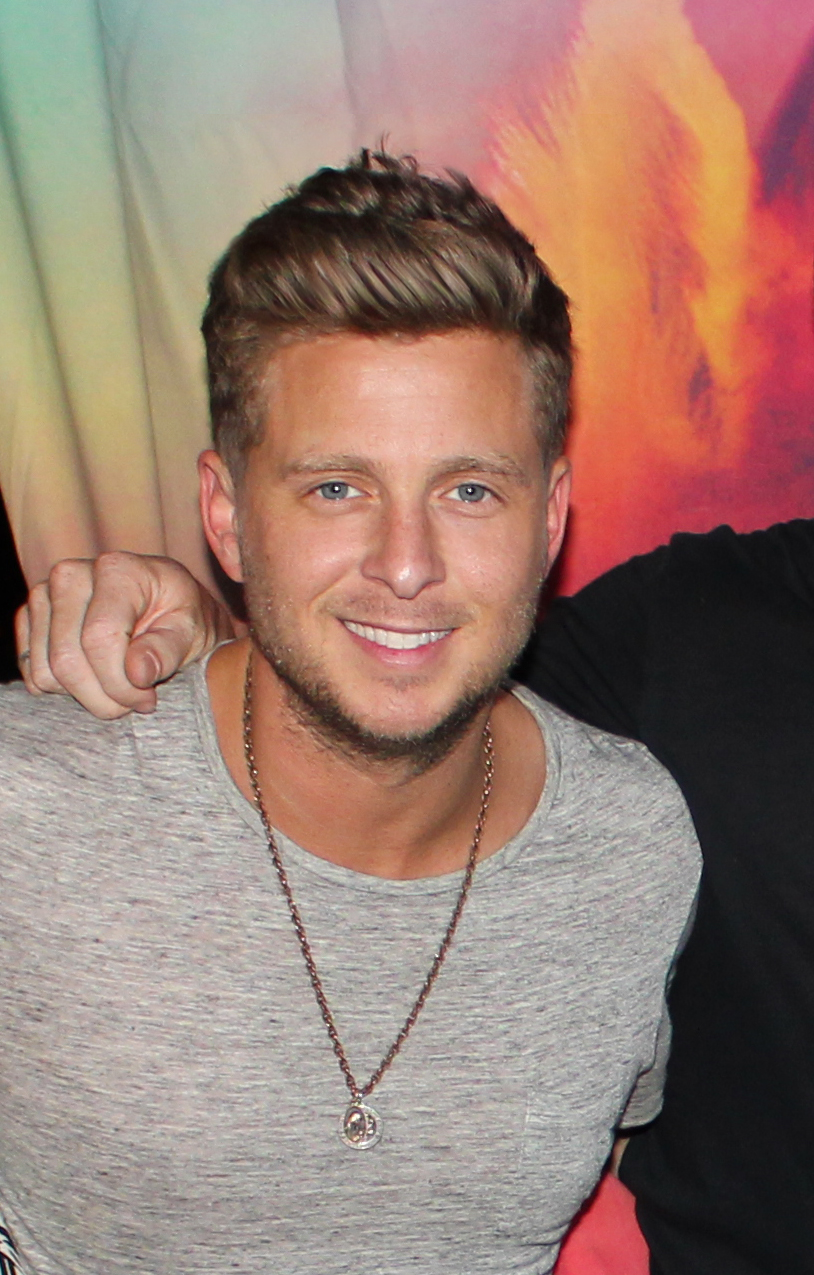
Ryan Tedder co-escreveu e co-produziu "I Know Places" e "Welcome to New York" do 1989.

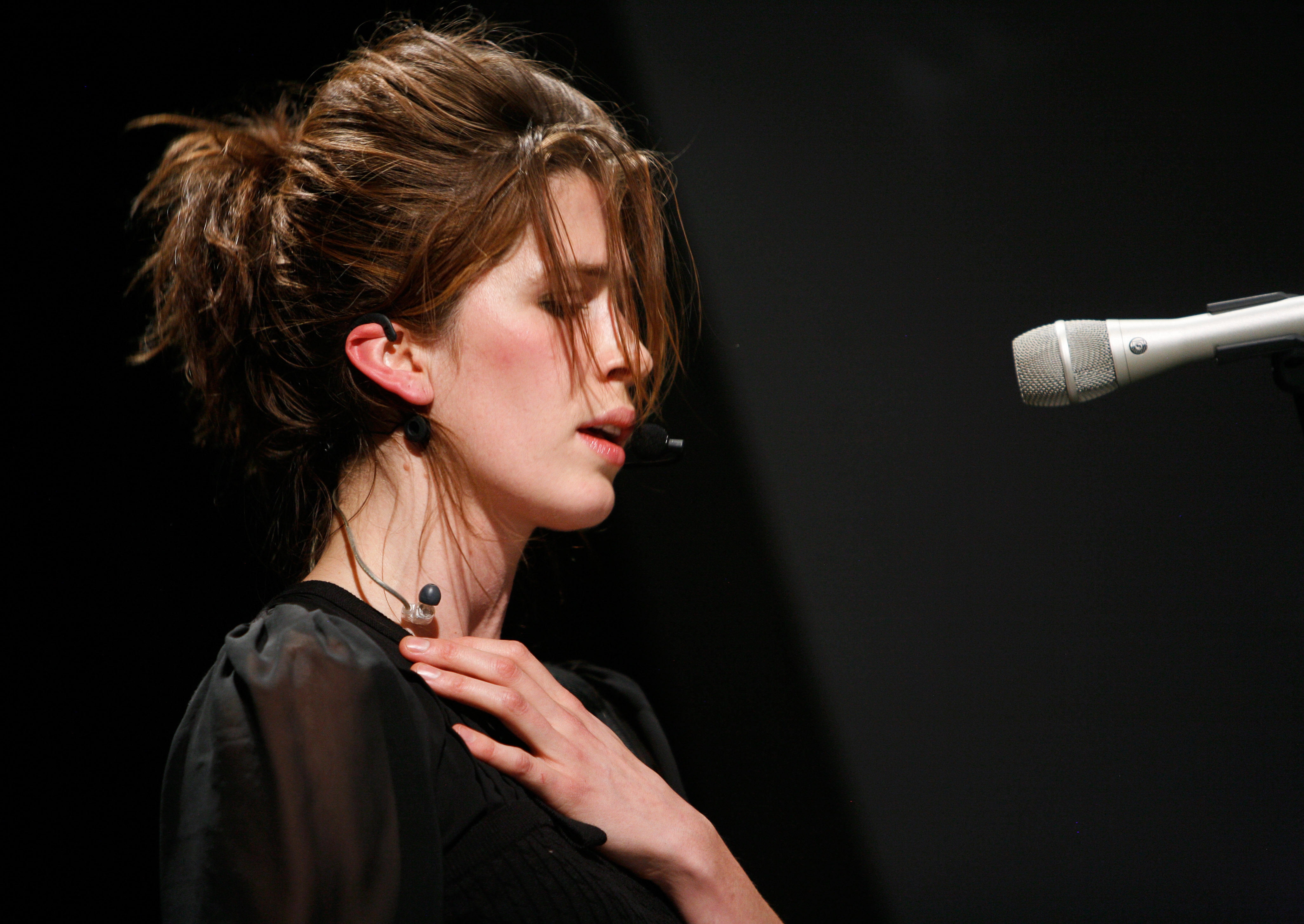
Imogen Heap co-escreveu e co-produziu "Clean" do 1989.

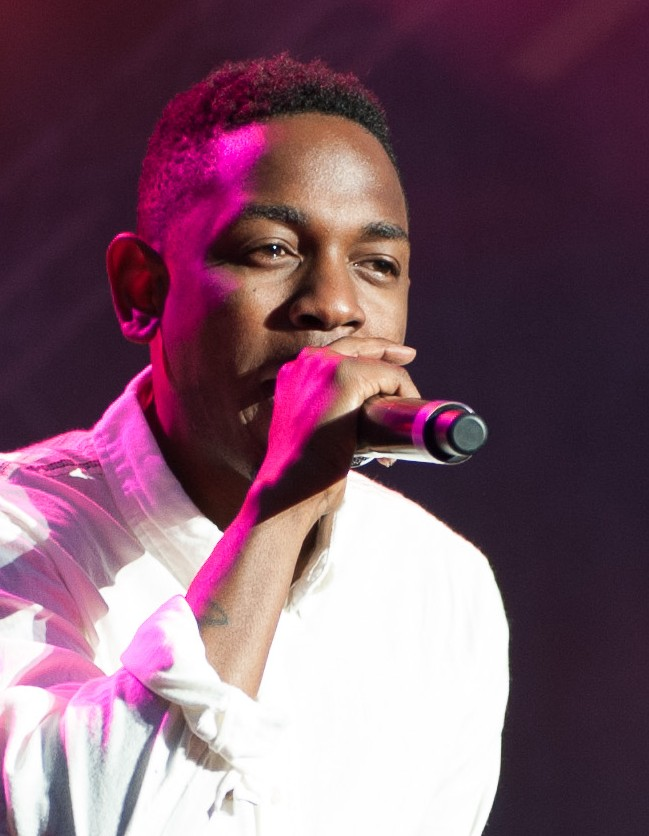
Kendrick Lamar co-escreveu o remix de "Bad Blood", e aparece como artista convidado.

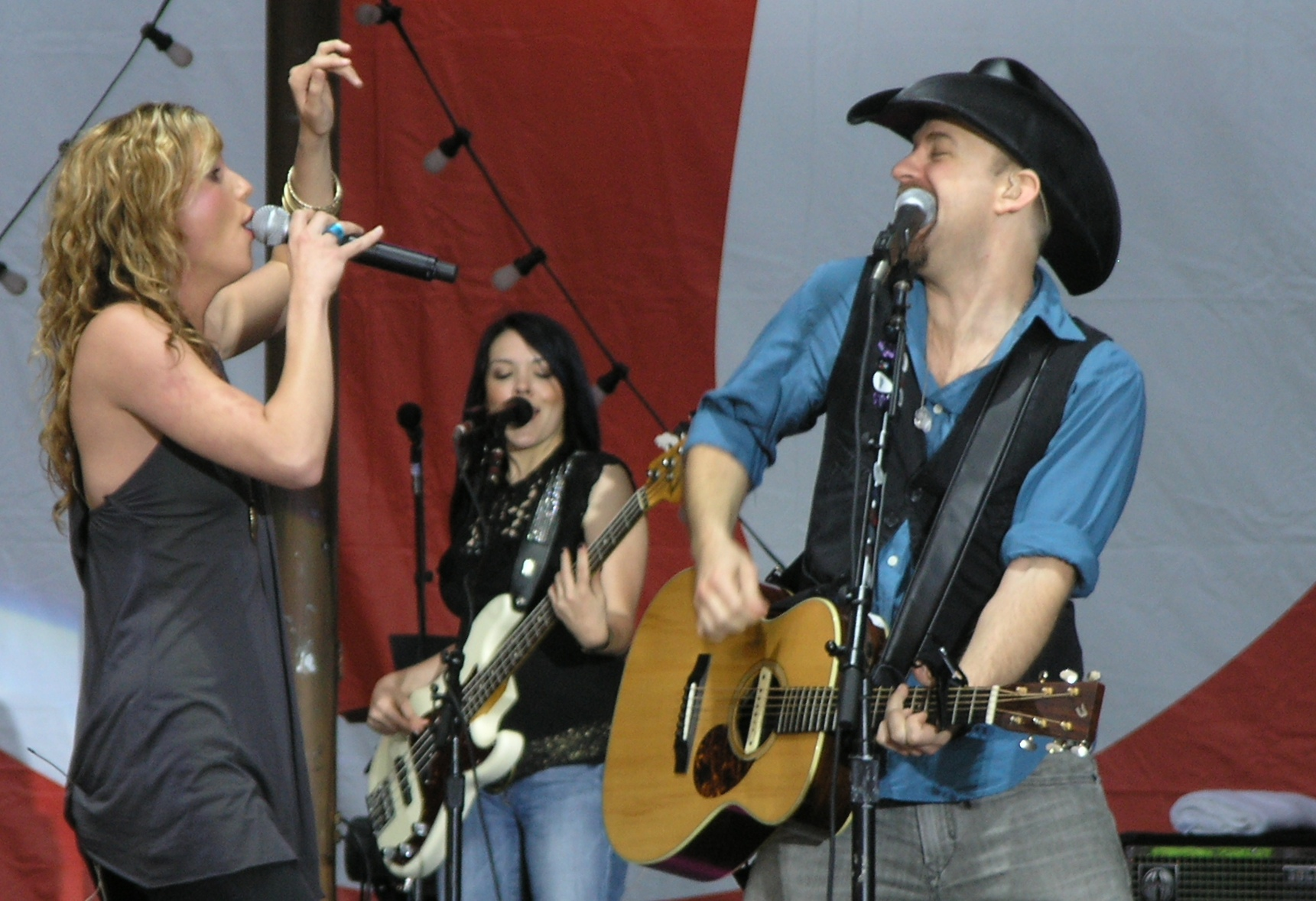
Swift co-escreveu e aparece como artista convidada em "Babe" de Sugarland.

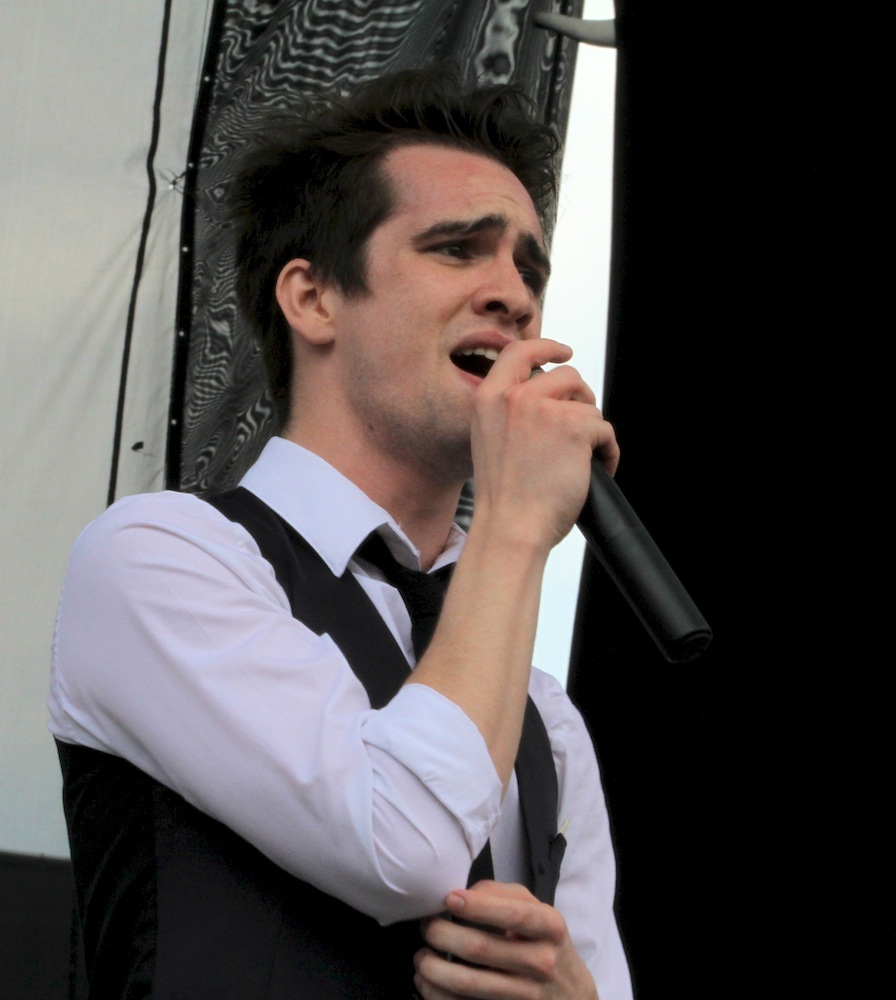
Brendon Urie co-escreveu "Me!" e aparece como artista convidado.

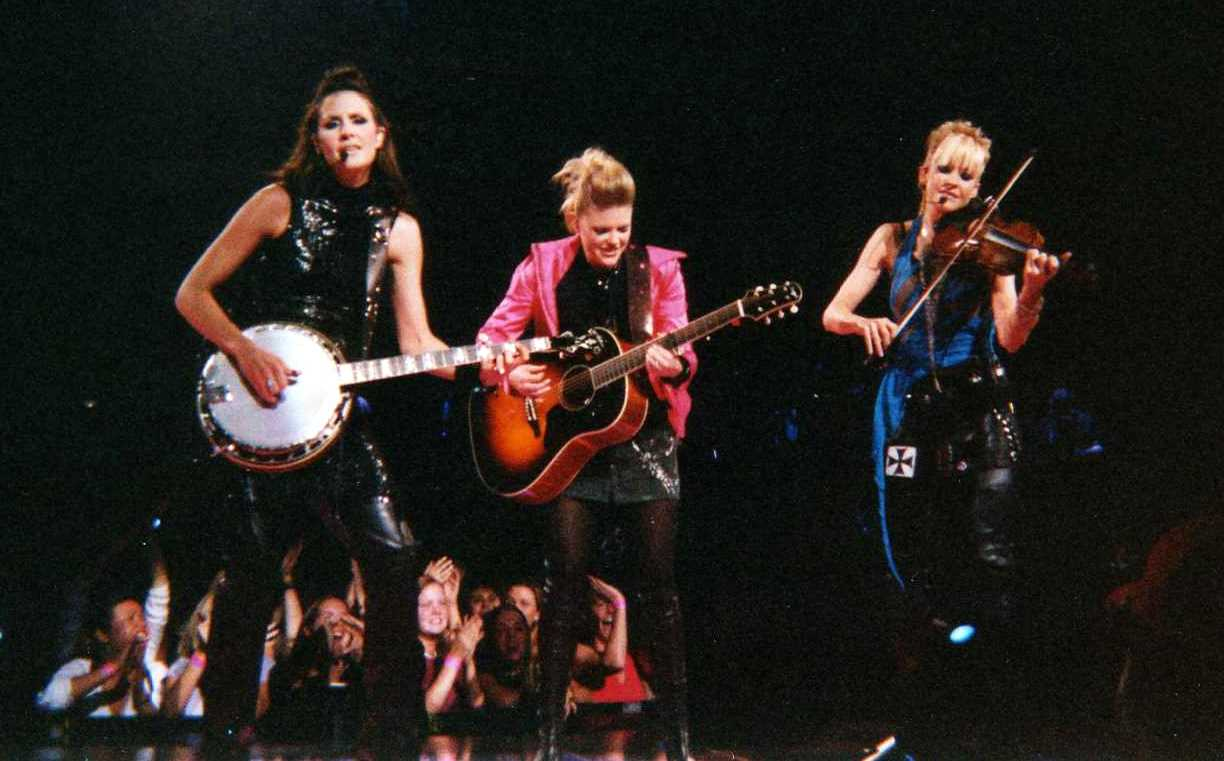
The Chicks participam em "Soon You'll Get Better".

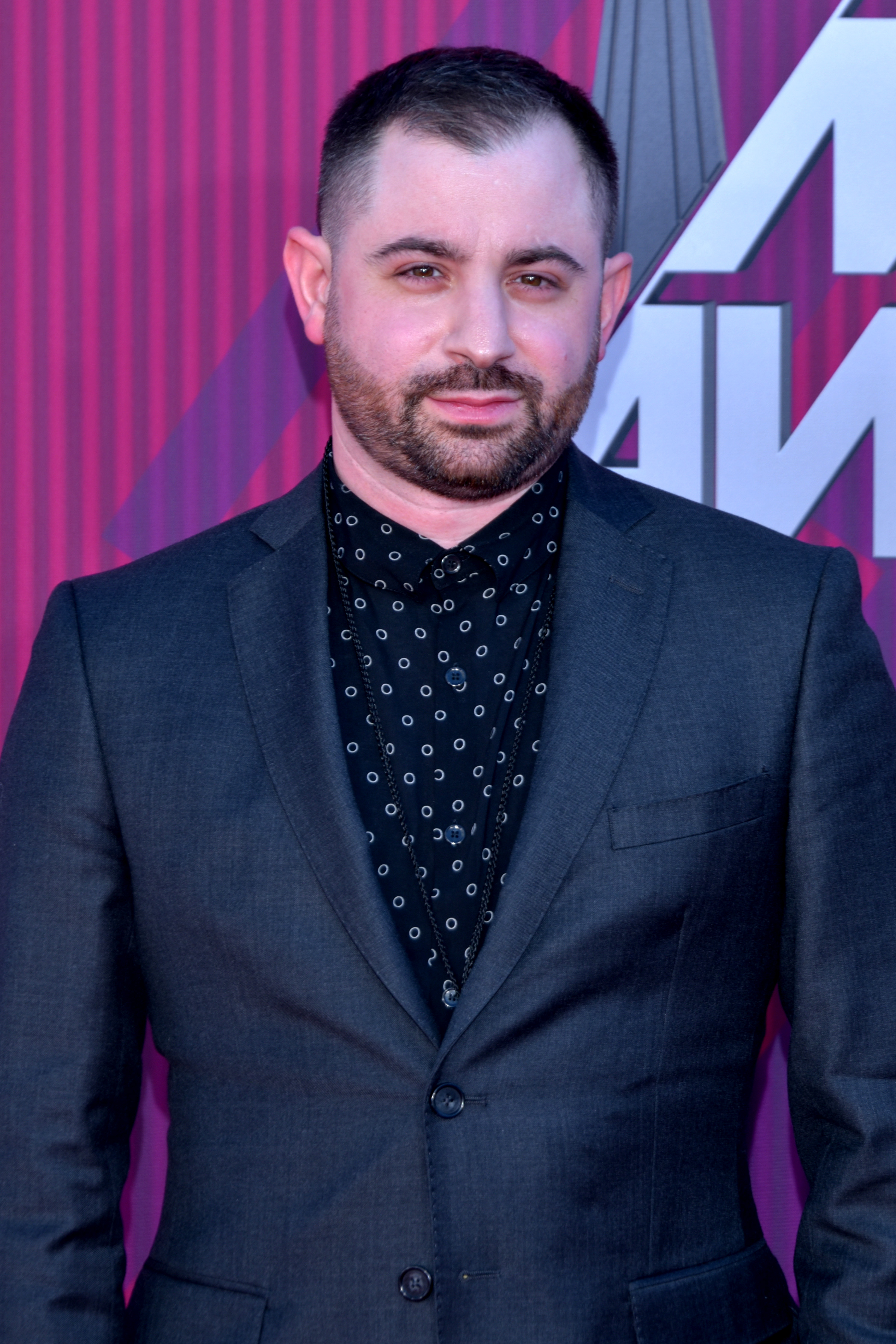
Louis Bell co-escreveu e co-produziu três canções do Lover.

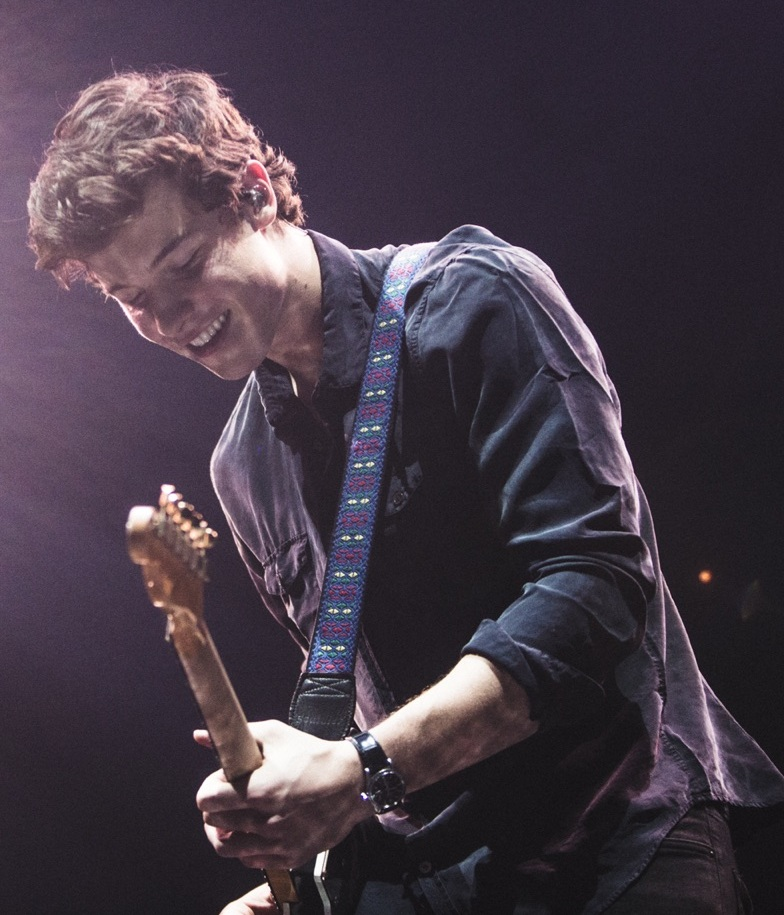
Shawn Mendes co-escreveu e apareceu como um artista convidado na versão remixada em dueto de "Lover".

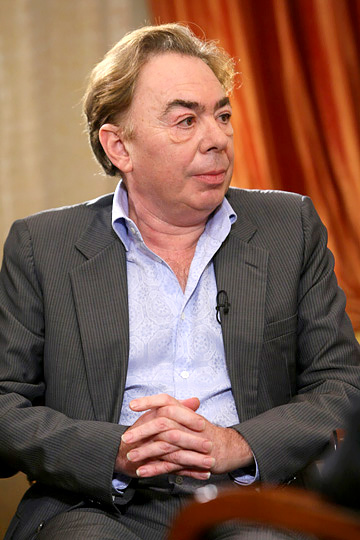
Andrew Lloyd Webber co-escreveu e co-produziu "Beautiful Ghosts" para trilha sonora de Cats.

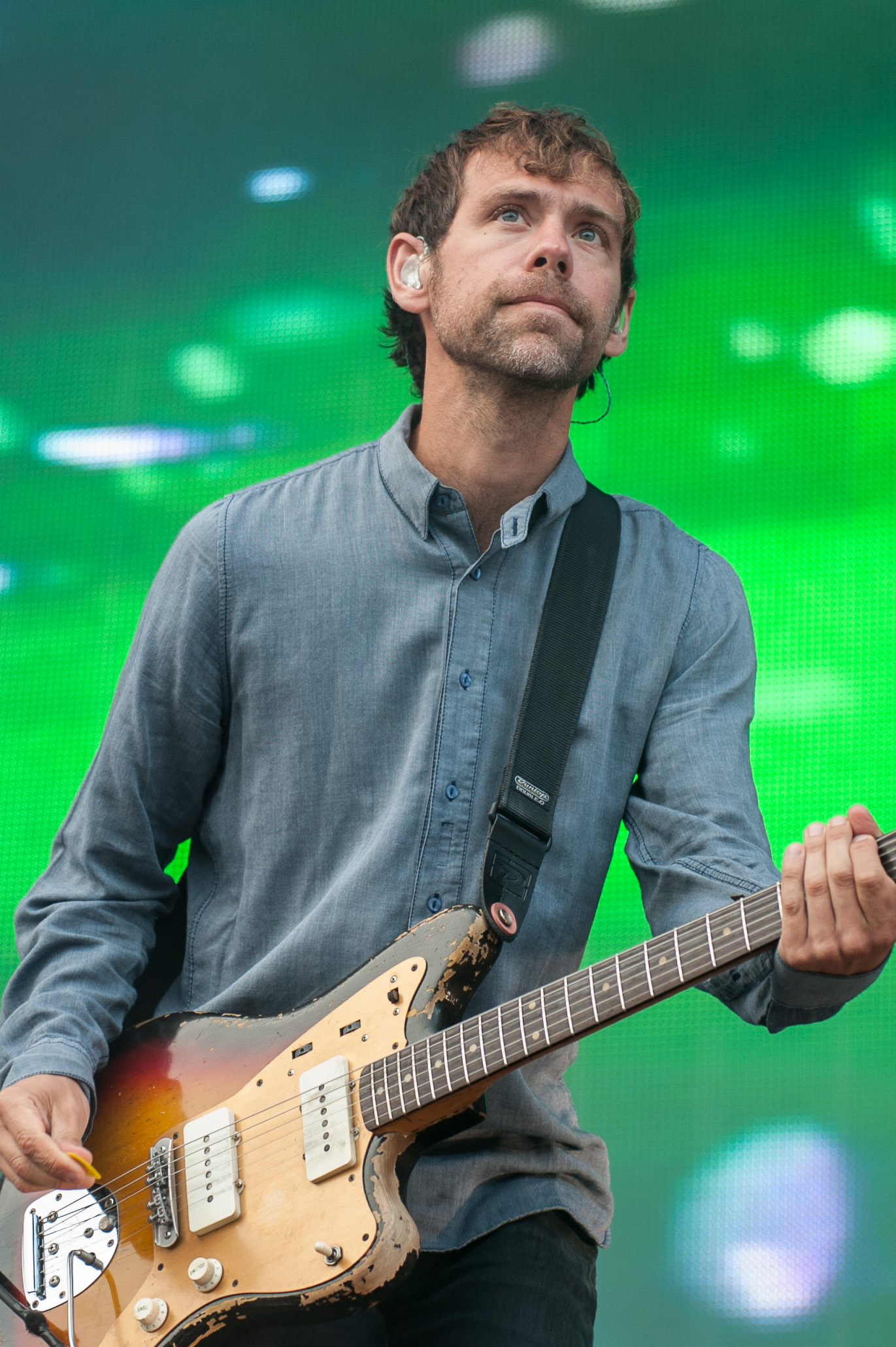
Aaron Dessner co-escreveu nove canções e produziu ou co-produziu onze canções para Folklore.

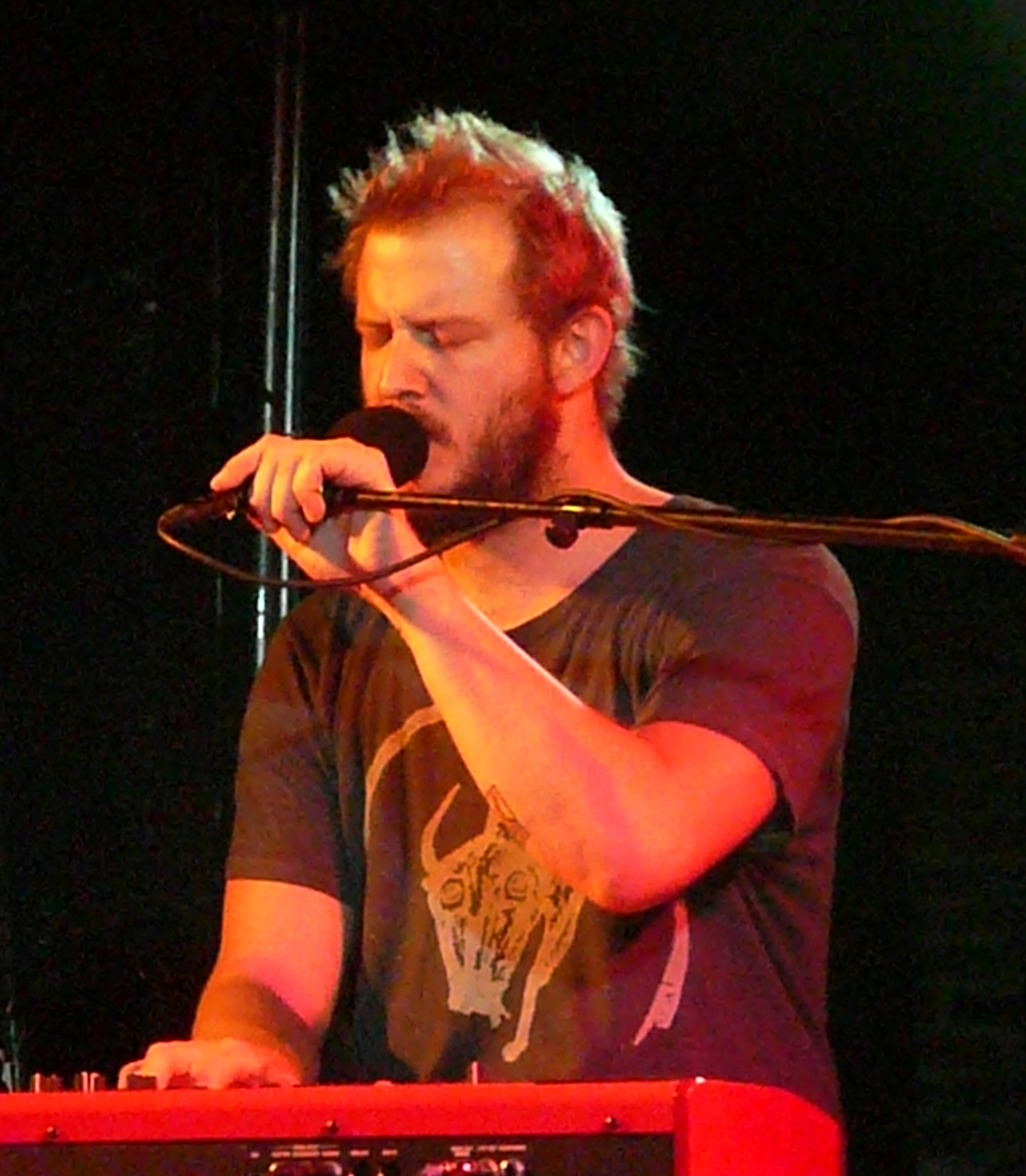
Justin Vernon do Bon Iver co-escreveu e participa em "Exile".

| ‡ | Indica músicas escritas exclusivamente por Taylor Swift |

| Canção                                    | Artista(s)                                                           | Compositor(es)                                                                | Álbum                                                     | Ano  | Ref.          |
| ----------------------------------------- | -------------------------------------------------------------------- | ----------------------------------------------------------------------------- | --------------------------------------------------------- | ---- | ------------- |
| "22"                                      | Taylor Swift                                                         | Taylor Swift Max Martin Shellback                                             | Red                                                       | 2012 | [ 8 ]         |
| "A Perfectly Good Heart"                  | Taylor Swift                                                         | Taylor Swift Brett James Troy Verges                                          | Taylor Swift (Deluxe edition)                             | 2007 | [ 2 ]         |
| "A Place in This World"                   | Taylor Swift                                                         | Taylor Swift Robert Ellis Orrall Angelo Petraglia                             | Taylor Swift                                              | 2006 | [ 2 ]         |
| "Afterglow"                               | Taylor Swift                                                         | Taylor Swift Louis Bell Frank Dukes                                           | Lover                                                     | 2019 | [ 16 ]        |
| "All Too Well"                            | Taylor Swift                                                         | Taylor Swift Liz Rose                                                         | Red                                                       | 2012 | [ 8 ]         |
| "All You Had to Do Was Stay"              | Taylor Swift                                                         | Taylor Swift Max Martin                                                       | 1989                                                      | 2014 | [ 11 ]        |
| "American Girl" (cover)                   | Taylor Swift                                                         | Tom Petty                                                                     | Nenhum                                                    | 2009 | [ 17 ]        |
| "August"                                  | Taylor Swift                                                         | Taylor Swift Jack Antonoff                                                    | Folklore                                                  | 2020 | [ 14 ]        |
| "Babe"                                    | Sugarland com participação de Taylor Swift                           | Taylor Swift Patrick Monahan                                                  | Bigger                                                    | 2018 | [ 18 ]        |
| "Back to December"                        | Taylor Swift                                                         | Taylor Swift ‡                                                                | Speak Now                                                 | 2010 | [ 6 ]         |
| "Bad Blood" (versão do álbum)             | Taylor Swift                                                         | Taylor Swift Max Martin Shellback                                             | 1989                                                      | 2014 | [ 11 ]        |
| "Bad Blood" (versão single)               | Taylor Swift com participação de Kendrick Lamar                      | Taylor Swift Max Martin Shellback Kendrick Lamar                              | Não adicionado à nenhum álbum                             | 2015 | [ 20 ]        |
| "Beautiful Eyes"                          | Taylor Swift                                                         | Taylor Swift ‡                                                                | Beautiful Eyes                                            | 2008 | [ 3 ]         |
| "Beautiful Ghosts"                        | Taylor Swift                                                         | Taylor Swift Andrew Lloyd Webber                                              | Cats: Highlights from the Motion Picture Soundtrack       | 2019 | [ 21 ]        |
| "Begin Again"                             | Taylor Swift                                                         | Taylor Swift ‡                                                                | Red                                                       | 2012 | [ 8 ]         |
| "Bette Davis Eyes" (cover ao vivo)        | Taylor Swift                                                         | Donna Weiss Jackie DeShannon                                                  | Speak Now World Tour – Live                               | 2011 | [ 22 ]        |
| "Better than Revenge"                     | Taylor Swift                                                         | Taylor Swift ‡                                                                | Speak Now                                                 | 2010 | [ 6 ]         |
| "Betty"                                   | Taylor Swift                                                         | Taylor Swift William Bowery                                                   | Folklore                                                  | 2020 | [ 14 ]        |
| "Big Star (Live)"                         | Kenny Chesney & Taylor Swift                                         | Stephony Smith                                                                | Live in No Shoes Nation                                   | 2017 | [ 23 ]        |
| "Blank Space"                             | Taylor Swift                                                         | Taylor Swift Max Martin Shellback                                             | 1989                                                      | 2014 | [ 11 ]        |
| "Both of Us"                              | B.o.B com participação de Taylor Swift                               | Bobby Ray Simmons, Jr. Taylor Swift Ammar Malik Lukasz Gottwald Henry Walter  | Strange Clouds                                            | 2012 | [ 24 ]        |
| "Breathe"                                 | Taylor Swift com participação de Colbie Caillat                      | Taylor Swift Colbie Caillat                                                   | Fearless                                                  | 2008 | [ 25 ]        |
| "Breathless" (cover)                      | Taylor Swift                                                         | Kevin Griffin                                                                 | Hope for Haiti Now                                        | 2010 | [ 26 ]        |
| "Call It What You Want"                   | Taylor Swift                                                         | Taylor Swift Jack Antonoff                                                    | Reputation                                                | 2017 | [ 12 ]        |
| "Cardigan"                                | Taylor Swift                                                         | Taylor Swift Aaron Dessner                                                    | Folklore                                                  | 2020 | [ 14 ]        |
| "Change"                                  | Taylor Swift                                                         | Taylor Swift ‡                                                                | AT&T Team USA Soundtrack & Fearless                       | 2008 | [ 25 ]        |
| "Christmas Must Be Something More"        | Taylor Swift                                                         | Taylor Swift ‡                                                                | Sounds of the Season                                      | 2007 | [ 27 ]        |
| "Christmas Tree Farm"                     | Taylor Swift                                                         | Taylor Swift ‡                                                                | Single sem álbum                                          | 2019 | [ 28 ]        |
| "Christmases When You Were Mine"          | Taylor Swift                                                         | Taylor Swift Liz Rose Nathan Chapman                                          | Sounds of the Season                                      | 2007 | [ 27 ]        |
| "Clean"                                   | Taylor Swift                                                         | Taylor Swift Imogen Heap                                                      | 1989                                                      | 2014 | [ 11 ]        |
| "Cold as You"                             | Taylor Swift                                                         | Taylor Swift Liz Rose                                                         | Taylor Swift                                              | 2006 | [ 2 ]         |
| "Come Back... Be Here"                    | Taylor Swift                                                         | Taylor Swift Dan Wilson                                                       | Red (Deluxe edition)                                      | 2012 | [ 8 ]         |
| "Come in with the Rain"                   | Taylor Swift                                                         | Taylor Swift Liz Rose                                                         | Fearless (Platinum edition)                               | 2009 | [ 25 ]        |
| "Cornelia Street"                         | Taylor Swift                                                         | Taylor Swift ‡                                                                | Lover                                                     | 2019 | [ 16 ]        |
| "Crazier"                                 | Taylor Swift                                                         | Taylor Swift Robert Ellis Orrall                                              | Hannah Montana: The Movie                                 | 2009 | [ 29 ]        |
| "Cruel Summer"                            | Taylor Swift                                                         | Taylor Swift Jack Antonoff St. Vincent                                        | Lover                                                     | 2019 | [ 16 ]        |
| "Dancing with Our Hands Tied"             | Taylor Swift                                                         | Taylor Swift Max Martin Shellback Oscar Holter                                | Reputation                                                | 2017 | [ 12 ]        |
| "Daylight"                                | Taylor Swift                                                         | Taylor Swift ‡                                                                | Lover                                                     | 2019 | [ 16 ]        |
| "Death by a Thousand Cuts"                | Taylor Swift                                                         | Taylor Swift Jack Antonoff                                                    | Lover                                                     | 2019 | [ 16 ]        |
| "Dear John"                               | Taylor Swift                                                         | Taylor Swift ‡                                                                | Speak Now                                                 | 2010 | [ 6 ]         |
| "Delicate"                                | Taylor Swift                                                         | Taylor Swift Max Martin Shellback                                             | Reputation                                                | 2017 | [ 12 ]        |
| "Don't Blame Me"                          | Taylor Swift                                                         | Taylor Swift Max Martin Shellback                                             | Reputation                                                | 2017 | [ 12 ]        |
| "Dress"                                   | Taylor Swift                                                         | Taylor Swift Jack Antonoff                                                    | Reputation                                                | 2017 | [ 12 ]        |
| "Drops of Jupiter" (cover ao vivo)        | Taylor Swift                                                         | Charlie Colin Rob Hotchkiss Jimmy Stafford Pat Monahan Scott Underwood        | Speak Now World Tour – Live                               | 2011 | [ 22 ]        |
| "Enchanted"                               | Taylor Swift                                                         | Taylor Swift ‡                                                                | Speak Now                                                 | 2010 | [ 6 ]         |
| "End Game"                                | Taylor Swift com participação de Ed Sheeran & Future                 | Taylor Swift Max Martin Shellback Ed Sheeran Nayvadius Wilburn                | Reputation                                                | 2017 | [ 12 ]        |
| "Epiphany"                                | Taylor Swift                                                         | Taylor Swift Aaron Dessner                                                    | Folklore                                                  | 2020 | [ 14 ]        |
| "Everything Has Changed"                  | Taylor Swift com participação de Ed Sheeran                          | Taylor Swift Ed Sheeran                                                       | Red                                                       | 2012 | [ 8 ]         |
| "Exile"                                   | Taylor Swift com participação de Bon Iver                            | Taylor Swift Justin Vernon William Bowery                                     | Folklore                                                  | 2020 | [ 14 ]        |
| "Eyes Open"                               | Taylor Swift                                                         | Taylor Swift ‡                                                                | The Hunger Games                                          | 2012 | [ 30 ]        |
| "False God"                               | Taylor Swift                                                         | Taylor Swift Jack Antonoff                                                    | Lover                                                     | 2019 | [ 16 ]        |
| "Fearless"                                | Taylor Swift                                                         | Taylor Swift Liz Rose Hillary Lindsey                                         | Fearless                                                  | 2008 | [ 25 ]        |
| "Fifteen"                                 | Taylor Swift                                                         | Taylor Swift ‡                                                                | Fearless                                                  | 2008 | [ 25 ]        |
| "Forever & Always"                        | Taylor Swift                                                         | Taylor Swift ‡                                                                | Fearless                                                  | 2008 | [ 25 ]        |
| "Forever & Always" (versão piano)         | Taylor Swift                                                         | Taylor Swift ‡                                                                | Fearless (Platinum edition)                               | 2009 | [ 25 ]        |
| "Getaway Car"                             | Taylor Swift                                                         | Taylor Swift Jack Antonoff                                                    | Reputation                                                | 2017 | [ 12 ]        |
| "Girl at Home"                            | Taylor Swift                                                         | Taylor Swift ‡                                                                | Red (Deluxe edition)                                      | 2012 | [ 8 ]         |
| "Gorgeous"                                | Taylor Swift                                                         | Taylor Swift Max Martin Shellback                                             | Reputation                                                | 2017 | [ 12 ]        |
| "Half of My Heart" (versão do álbum)      | John Mayer com participação de Taylor Swift                          | John Mayer                                                                    | Battle Studies                                            | 2009 | [ 31 ]        |
| "Haunted"                                 | Taylor Swift                                                         | Taylor Swift ‡                                                                | Speak Now                                                 | 2010 | [ 6 ]         |
| "Hey Stephen"                             | Taylor Swift                                                         | Taylor Swift ‡                                                                | Fearless                                                  | 2008 | [ 25 ]        |
| "Highway Don't Care"                      | Tim McGraw & Taylor Swift com participação de Keith Urban            | Mark Irwin Josh Kear Brad Warren Brett Warren                                 | Two Lanes of Freedom                                      | 2013 | [ 32 ]        |
| "Hoax"                                    | Taylor Swift                                                         | Taylor Swift Aaron Dessner                                                    | Folklore                                                  | 2020 | [ 14 ]        |
| "Hold On" (cover ao vivo)                 | Jack Ingram com participação de Taylor Swift                         | Blu Sanders                                                                   | Rhapsody Originals                                        | 2007 | [ 33 ]        |
| "Holy Ground"                             | Taylor Swift                                                         | Taylor Swift ‡                                                                | Red                                                       | 2012 | [ 8 ]         |
| "How You Get the Girl"                    | Taylor Swift                                                         | Taylor Swift Max Martin Shellback                                             | 1989                                                      | 2014 | [ 11 ]        |
| "I Almost Do"                             | Taylor Swift                                                         | Taylor Swift ‡                                                                | Red                                                       | 2012 | [ 8 ]         |
| "I Did Something Bad"                     | Taylor Swift                                                         | Taylor Swift Max Martin Shellback                                             | Reputation                                                | 2017 | [ 12 ]        |
| "I Don't Wanna Live Forever"              | Zayn & Taylor Swift                                                  | Taylor Swift Sam Dew Jack Antonoff                                            | Fifty Shades Darker: Original Motion Picture Soundtrack   | 2016 | [ 34 ]        |
| "I Forgot That You Existed"               | Taylor Swift                                                         | Taylor Swift Louis Bell Frank Dukes                                           | Lover                                                     | 2019 | [ 16 ]        |
| "I Heart ?"                               | Taylor Swift                                                         | Taylor Swift ‡                                                                | Beautiful Eyes                                            | 2008 | [ 3 ]         |
| "I Knew You Were Trouble"                 | Taylor Swift                                                         | Taylor Swift Max Martin Shellback                                             | Red                                                       | 2012 | [ 8 ]         |
| "I Know Places"                           | Taylor Swift                                                         | Taylor Swift Ryan Tedder                                                      | 1989                                                      | 2014 | [ 11 ]        |
| "I Think He Knows"                        | Taylor Swift                                                         | Taylor Swift Jack Antonoff                                                    | Lover                                                     | 2019 | [ 16 ]        |
| "I Want You Back" (cover ao vivo)         | Taylor Swift                                                         | Freddie Perren Deke Richards Berry Gordy, Jr. Alphonso Mizell                 | Speak Now World Tour – Live                               | 2011 | [ 22 ]        |
| "I Wish You Would"                        | Taylor Swift                                                         | Taylor Swift Jack Antonoff                                                    | 1989                                                      | 2014 | [ 11 ]        |
| "If This Was a Movie"                     | Taylor Swift                                                         | Taylor Swift Martin Johnson                                                   | Speak Now (Deluxe edition)                                | 2010 | [ 6 ]         |
| "Illicit Affairs"                         | Taylor Swift                                                         | Taylor Swift Jack Antonoff                                                    | Folklore                                                  | 2020 | [ 14 ]        |
| "Innocent"                                | Taylor Swift                                                         | Taylor Swift ‡                                                                | Speak Now                                                 | 2010 | [ 6 ]         |
| "Invisible"                               | Taylor Swift                                                         | Taylor Swift Robert Ellis Orrall                                              | Taylor Swift (Deluxe edition)                             | 2007 | [ 2 ]         |
| "Invisible String"                        | Taylor Swift                                                         | Taylor Swift Aaron Dessner                                                    | Folklore                                                  | 2020 | [ 14 ]        |
| "It's Nice to Have a Friend"              | Taylor Swift                                                         | Taylor Swift Louis Bell Frank Dukes                                           | Lover                                                     | 2019 | [ 16 ]        |
| "I'm Only Me When I'm with You"           | Taylor Swift                                                         | Taylor Swift Robert Ellis Orrall Angelo Petraglia                             | Taylor Swift (Deluxe edition)                             | 2007 | [ 2 ]         |
| "Jump Then Fall"                          | Taylor Swift                                                         | Taylor Swift ‡                                                                | Fearless (Platinum edition) e Valentine's Day: Soundtrack | 2009 | [ 25 ] [ 35 ] |
| "King of My Heart"                        | Taylor Swift                                                         | Taylor Swift Max Martin Shellback                                             | Reputation                                                | 2017 | [ 12 ]        |
| "The Lakes"                               | Taylor Swift                                                         | Taylor Swift Jack Antonoff                                                    | Folklore (Deluxe edition)                                 | 2020 | [ 14 ]        |
| "Last Christmas" (cover)                  | Taylor Swift                                                         | George Michael                                                                | Sounds of the Season                                      | 2007 | [ 27 ]        |
| "Last Kiss"                               | Taylor Swift                                                         | Taylor Swift ‡                                                                | Speak Now                                                 | 2010 | [ 6 ]         |
| "Long Live"                               | Taylor Swift                                                         | Taylor Swift ‡                                                                | Speak Now                                                 | 2010 | [ 6 ]         |
| "Long Live" (versão single)               | Taylor Swift com participação de Paula Fernandes                     | Taylor Swift Paula Fernandes                                                  | Speak Now World Tour – Live                               | 2012 | [ 22 ]        |
| "London Boy"                              | Taylor Swift                                                         | Taylor Swift Jack Antonoff Cautious Clay Sounwave                             | Lover                                                     | 2019 | [ 16 ]        |
| "Look What You Made Me Do"                | Taylor Swift                                                         | Taylor Swift Jack Antonoff Fred Fairbrass Richard Fairbrass Rob Manzoli       | Reputation                                                | 2017 | [ 12 ]        |
| "Love Story"                              | Taylor Swift                                                         | Taylor Swift ‡                                                                | Fearless                                                  | 2008 | [ 25 ]        |
| "Lover"                                   | Taylor Swift                                                         | Taylor Swift ‡                                                                | Lover                                                     | 2019 | [ 37 ]        |
| "Lover (Remix)"                           | Taylor Swift com participação de Shawn Mendes                        | Taylor Swift Shawn Mendes Scott Harris                                        | Não adicionado à nenhum álbum                             | 2019 | [ 38 ]        |
| "The Lucky One"                           | Taylor Swift                                                         | Taylor Swift ‡                                                                | Red                                                       | 2012 | [ 8 ]         |
| "Macavity" (cover)                        | Taylor Swift & Idris Elba                                            | Andrew Lloyd Webber T. S. Eliot                                               | Cats: Highlights from the Motion Picture Soundtrack       | 2019 | [ 39 ]        |
| "Mad Woman"                               | Taylor Swift                                                         | Taylor Swift Aaron Dessner                                                    | Folklore                                                  | 2020 | [ 14 ]        |
| "The Man"                                 | Taylor Swift                                                         | Taylor Swift Joel Little                                                      | Lover                                                     | 2019 | [ 16 ]        |
| "Mary's Song (Oh My My My)"               | Taylor Swift                                                         | Taylor Swift Liz Rose Brian Maher                                             | Taylor Swift                                              | 2006 | [ 2 ]         |
| "Me!"                                     | Taylor Swift com participação de Brendon Urie do Panic! at the Disco | Taylor Swift Joel Little Brendon Urie                                         | Lover                                                     | 2019 | [ 40 ]        |
| "Mean"                                    | Taylor Swift                                                         | Taylor Swift ‡                                                                | Speak Now                                                 | 2010 | [ 6 ]         |
| "Mine"                                    | Taylor Swift                                                         | Taylor Swift ‡                                                                | Speak Now                                                 | 2010 | [ 6 ]         |
| "Mirrorball"                              | Taylor Swift                                                         | Taylor Swift Jack Antonoff                                                    | Folklore                                                  | 2020 | [ 14 ]        |
| "Miss Americana & the Heartbreak Prince"  | Taylor Swift                                                         | Taylor Swift Joel Little                                                      | Lover                                                     | 2019 | [ 16 ]        |
| "The Moment I Knew"                       | Taylor Swift                                                         | Taylor Swift ‡                                                                | Red (Deluxe edition)                                      | 2012 | [ 8 ]         |
| "My Tears Ricochet"                       | Taylor Swift                                                         | Taylor Swift ‡                                                                | Folklore                                                  | 2020 | [ 14 ]        |
| "Never Grow Up"                           | Taylor Swift                                                         | Taylor Swift ‡                                                                | Speak Now                                                 | 2010 | [ 6 ]         |
| "New Romantics"                           | Taylor Swift                                                         | Taylor Swift Max Martin Shellback                                             | 1989 (Deluxe edition)                                     | 2014 | [ 11 ]        |
| "New Year's Day"                          | Taylor Swift                                                         | Taylor Swift Jack Antonoff                                                    | Reputation                                                | 2017 | [ 12 ]        |
| "Only the Young"                          | Taylor Swift                                                         | Taylor Swift Joel Little                                                      | Single promocional sem álbum                              | 2020 | [ 41 ]        |
| "Our Song"                                | Taylor Swift                                                         | Taylor Swift ‡                                                                | Taylor Swift                                              | 2006 | [ 2 ]         |
| "Ours"                                    | Taylor Swift                                                         | Taylor Swift ‡                                                                | Speak Now (Deluxe edition)                                | 2010 | [ 6 ]         |
| "Out of the Woods"                        | Taylor Swift                                                         | Taylor Swift Jack Antonoff                                                    | 1989                                                      | 2014 | [ 11 ]        |
| "Paper Rings"                             | Taylor Swift                                                         | Taylor Swift Jack Antonoff                                                    | Lover                                                     | 2019 | [ 16 ]        |
| "Peace"                                   | Taylor Swift                                                         | Taylor Swift Aaron Dessner                                                    | Folklore                                                  | 2020 | [ 14 ]        |
| "Picture to Burn"                         | Taylor Swift                                                         | Taylor Swift Liz Rose                                                         | Taylor Swift                                              | 2006 | [ 2 ]         |
| "...Ready for It?"                        | Taylor Swift                                                         | Taylor Swift Max Martin Shellback Ali Payami                                  | Reputation                                                | 2017 | [ 12 ]        |
| "Red"                                     | Taylor Swift                                                         | Taylor Swift ‡                                                                | Red                                                       | 2012 | [ 8 ]         |
| "Ronan"                                   | Taylor Swift                                                         | Taylor Swift Maya Thompson                                                    | Single para caridade sem álbum                            | 2012 | [ 42 ]        |
| "Sad Beautiful Tragic"                    | Taylor Swift                                                         | Taylor Swift ‡                                                                | Red                                                       | 2012 | [ 8 ]         |
| "Safe & Sound"                            | Taylor Swift com participação de The Civil Wars                      | Taylor Swift Joy Williams John Paul White T-Bone Burnett                      | The Hunger Games                                          | 2011 | [ 30 ]        |
| "Santa Baby" (cover)                      | Taylor Swift                                                         | Joan Javits Philip Springer Tony Springer                                     | Sounds of the Season                                      | 2007 | [ 27 ]        |
| "September" (cover)                       | Taylor Swift                                                         | Maurice White Al McKay Allee Willis                                           | Spotify Singles                                           | 2018 | [ 43 ]        |
| "Seven"                                   | Taylor Swift                                                         | Taylor Swift Aaron Dessner                                                    | Folklore                                                  | 2020 | [ 14 ]        |
| "Shake It Off"                            | Taylor Swift                                                         | Taylor Swift Max Martin Shellback                                             | 1989                                                      | 2014 | [ 11 ]        |
| "Should've Said No"                       | Taylor Swift                                                         | Taylor Swift ‡                                                                | Taylor Swift                                              | 2006 | [ 2 ]         |
| "Silent Night" (cover)                    | Taylor Swift                                                         | Josef Mohr Franz Xaver Gruber                                                 | Sounds of the Season                                      | 2007 | [ 27 ]        |
| "So It Goes..."                           | Taylor Swift                                                         | Taylor Swift Max Martin Shellback Oscar Görres                                | Reputation                                                | 2017 | [ 12 ]        |
| "Soon You'll Get Better"                  | Taylor Swift com participação de Dixie Chicks                        | Taylor Swift Jack Antonoff                                                    | Lover                                                     | 2019 | [ 16 ]        |
| "Sparks Fly"                              | Taylor Swift                                                         | Taylor Swift ‡                                                                | Speak Now                                                 | 2010 | [ 6 ]         |
| "Speak Now"                               | Taylor Swift                                                         | Taylor Swift ‡                                                                | Speak Now                                                 | 2010 | [ 6 ]         |
| "Starlight"                               | Taylor Swift                                                         | Taylor Swift ‡                                                                | Red                                                       | 2012 | [ 8 ]         |
| "State of Grace"                          | Taylor Swift                                                         | Taylor Swift ‡                                                                | Red                                                       | 2012 | [ 8 ]         |
| "Stay Beautiful"                          | Taylor Swift                                                         | Taylor Swift Liz Rose                                                         | Taylor Swift                                              | 2006 | [ 2 ]         |
| "Stay Stay Stay"                          | Taylor Swift                                                         | Taylor Swift ‡                                                                | Red                                                       | 2012 | [ 8 ]         |
| "Style"                                   | Taylor Swift                                                         | Taylor Swift Max Martin Shellback Ali Payami                                  | 1989                                                      | 2014 | [ 11 ]        |
| "Superman"                                | Taylor Swift                                                         | Taylor Swift ‡                                                                | Speak Now (Deluxe edition)                                | 2010 | [ 6 ]         |
| "Superstar"                               | Taylor Swift                                                         | Taylor Swift ‡                                                                | Fearless (Platinum edition)                               | 2009 | [ 25 ]        |
| "Sweeter than Fiction"                    | Taylor Swift                                                         | Taylor Swift Jack Antonoff                                                    | One Chance Soundtrack                                     | 2013 | [ 44 ]        |
| "Teardrops on My Guitar"                  | Taylor Swift                                                         | Taylor Swift Liz Rose                                                         | Taylor Swift                                              | 2006 | [ 2 ]         |
| "Tell Me Why"                             | Taylor Swift                                                         | Taylor Swift Liz Rose                                                         | Fearless                                                  | 2008 | [ 25 ]        |
| "The 1"                                   | Taylor Swift                                                         | Taylor Swift Aaron Dessner                                                    | Folklore                                                  | 2020 | [ 14 ]        |
| "The Archer"                              | Taylor Swift                                                         | Taylor Swift Jack Antonoff                                                    | Lover                                                     | 2019 | [ 45 ]        |
| "The Best Day"                            | Taylor Swift                                                         | Taylor Swift ‡                                                                | Fearless                                                  | 2008 | [ 25 ]        |
| "The Last Great American Dynasty"         | Taylor Swift                                                         | Taylor Swift Aaron Dessner                                                    | Folklore                                                  | 2020 | [ 14 ]        |
| "The Last Time"                           | Taylor Swift com participação de Gary Lightbody do Snow Patrol       | Taylor Swift Gary Lightbody Jacknife Lee                                      | Red                                                       | 2012 | [ 8 ]         |
| "The Other Side of the Door"              | Taylor Swift                                                         | Taylor Swift ‡                                                                | Fearless (Platinum edition)                               | 2009 | [ 25 ]        |
| "The Outside"                             | Taylor Swift                                                         | Taylor Swift ‡                                                                | Taylor Swift                                              | 2006 | [ 2 ]         |
| "The Story of Us"                         | Taylor Swift                                                         | Taylor Swift ‡                                                                | Speak Now                                                 | 2010 | [ 6 ]         |
| "The Way I Loved You"                     | Taylor Swift                                                         | Taylor Swift John Rich                                                        | Fearless                                                  | 2008 | [ 25 ]        |
| "This Is Me Trying"                       | Taylor Swift                                                         | Taylor Swift Jack Antonoff                                                    | Folklore                                                  | 2020 | [ 14 ]        |
| "This Is Why We Can't Have Nice Things"   | Taylor Swift                                                         | Taylor Swift Jack Antonoff                                                    | Reputation                                                | 2017 | [ 12 ]        |
| "This Love"                               | Taylor Swift                                                         | Taylor Swift ‡                                                                | 1989                                                      | 2014 | [ 11 ]        |
| "Tied Together with a Smile"              | Taylor Swift                                                         | Taylor Swift Liz Rose                                                         | Taylor Swift                                              | 2006 | [ 2 ]         |
| "Tim McGraw"                              | Taylor Swift                                                         | Taylor Swift Liz Rose                                                         | Taylor Swift                                              | 2006 | [ 2 ]         |
| "Today Was a Fairytale"                   | Taylor Swift                                                         | Taylor Swift ‡                                                                | Valentine's Day                                           | 2010 | [ 35 ]        |
| "Treacherous"                             | Taylor Swift                                                         | Taylor Swift Dan Wilson                                                       | Red                                                       | 2012 | [ 8 ]         |
| "Two Is Better Than One"                  | Boys Like Girls com participação de Taylor Swift                     | Martin Johnson Taylor Swift                                                   | Love Drunk                                                | 2009 | [ 49 ]        |
| "Umbrella" (cover ao vivo)                | Taylor Swift                                                         | Christopher "Tricky" Stewart Terius "Dream" Nash Thaddis Harrell Shawn Carter | iTunes Live from SoHo                                     | 2008 | [ 50 ]        |
| "Untouchable"                             | Taylor Swift                                                         | Cary Barlowe Nathan Barlowe Tommy Lee James Taylor Swift                      | Fearless (Platinum edition)                               | 2009 | [ 25 ]        |
| "We Are Never Ever Getting Back Together" | Taylor Swift                                                         | Taylor Swift Max Martin Shellback                                             | Red                                                       | 2012 | [ 8 ]         |
| "Welcome to New York"                     | Taylor Swift                                                         | Taylor Swift Ryan Tedder                                                      | 1989                                                      | 2014 | [ 11 ]        |
| "White Christmas" (cover)                 | Taylor Swift                                                         | Irving Berlin                                                                 | Sounds of the Season                                      | 2007 | [ 27 ]        |
| "White Horse"                             | Taylor Swift                                                         | Taylor Swift Liz Rose                                                         | Fearless                                                  | 2008 | [ 25 ]        |
| "Wildest Dreams"                          | Taylor Swift                                                         | Taylor Swift Max Martin Shellback                                             | 1989                                                      | 2014 | [ 11 ]        |
| "Wonderland"                              | Taylor Swift                                                         | Taylor Swift Max Martin Shellback                                             | 1989 (Deluxe edition)                                     | 2014 | [ 11 ]        |
| "You Are in Love"                         | Taylor Swift                                                         | Taylor Swift Jack Antonoff                                                    | 1989 (Deluxe edition)                                     | 2014 | [ 11 ]        |
| "You Belong with Me"                      | Taylor Swift                                                         | Taylor Swift Liz Rose                                                         | Fearless                                                  | 2008 | [ 25 ]        |
| "You Need to Calm Down"                   | Taylor Swift                                                         | Taylor Swift Joel Little                                                      | Lover                                                     | 2019 | [ 52 ]        |
| "You're Not Sorry"                        | Taylor Swift                                                         | Taylor Swift ‡                                                                | Fearless                                                  | 2008 | [ 25 ]        |